# Trevor Lewis
Trevor Lewis (* 8. Januar 1987 in Salt Lake City, Utah) ist ein US-amerikanischer Eishockeyspieler, der seit Juli 2023 erneut bei den Los Angeles Kings in der National Hockey League unter Vertrag steht. Zuvor verbrachte er bereits 13 Jahre in der Organisation der Kings, für die er über 600 Partien bestritt und mit denen der Angreifer in den Jahren 2012 und 2014 den Stanley Cup gewann.

## Karriere
Trevor Lewis begann seine Karriere als Eishockeyspieler bei den Des Moines Buccaneers, für die er von 2004 bis 2006 in der United States Hockey League aktiv war. Anschließend wurde er im NHL Entry Draft 2006 in der ersten Runde als insgesamt 17. Spieler von den Los Angeles Kings ausgewählt. Zur Saison 2006/07 wechselte der Angreifer zu Owen Sound Attack in die kanadische Juniorenliga Ontario Hockey League, wobei er parallel zu zehn Einsätzen für die Manchester Monarchs aus der American Hockey League kam. In der Saison 2007/08 stand der ehemalige Junioren-Nationalspieler ausschließlich für die Monarchs in der AHL auf dem Eis, für die er in 80 Spielen zwölf Tore erzielte und 16 Vorlagen gab. In der Saison 2008/09 gab er sein Debüt in der National Hockey League für die Los Angeles Kings. In seiner ersten NHL-Spielzeit erzielte der US-Amerikaner in sechs Spielen ein Tor und gab zwei Vorlagen.
In der Folge etablierte sich Lewis im Aufgebot der Kings und gewann mit dem in den Playoffs 2012 den Stanley Cup. Anschließend konnte er diesen Erfolg im Jahre 2014 mit der Mannschaft wiederholen.
Nach 13 Jahren in Los Angeles wurde sein auslaufender Vertrag nach der Spielzeit 2019/20 nicht verlängert, sodass er sich seit Oktober 2020 als Free Agent auf der Suche nach einem neuen Arbeitgeber befand. Im Januar 2021 schloss er sich vorerst probeweise (professional tryout contract) den Winnipeg Jets an, was wenig später in einem festen Engagement mündete. Ebenfalls als Free Agent wechselte er im Juli 2021 zu den Calgary Flames, ehe er im Juli 2023 auf gleiche Art und Weise zu den Los Angeles Kings zurückkehrte. In deren Trikot bestritt er im Januar 2025 seine insgesamt 1000. Partie der regulären Saison in der NHL.

### International
Für die USA nahm Lewis an der U20-Junioren-Weltmeisterschaft 2007 teil, bei der er mit seiner Mannschaft den dritten Platz belegte. 2015 debütierte er auch auf Senioren-Niveau und gewann bei der Weltmeisterschaft die Bronzemedaille.

## Erfolge und Auszeichnungen
- 2006 USHL Player of the Year
- 2012 Stanley-Cup-Gewinn mit den Los Angeles Kings
- 2014 Stanley-Cup-Gewinn mit den Los Angeles Kings

### International
- 2007 Bronzemedaille bei der U20-Junioren-Weltmeisterschaft
- 2015 Bronzemedaille bei der Weltmeisterschaft

## Karrierestatistik
Stand: Ende der Saison 2024/25

### International
Vertrat die USA bei:
- U20-Junioren-Weltmeisterschaft 2007
- Weltmeisterschaft 2015

(Legende zur Spielerstatistik: Sp oder GP = absolvierte Spiele; T oder G = erzielte Tore; V oder A = erzielte Assists; Pkt oder Pts = erzielte Scorerpunkte; SM oder PIM = erhaltene Strafminuten; +/− = Plus/Minus-Bilanz; PP = erzielte Überzahltore; SH = erzielte Unterzahltore; GW = erzielte Siegtore; 1 Play-downs/Relegation; Kursiv: Statistik nicht vollständig)